# Molen van de Bergh

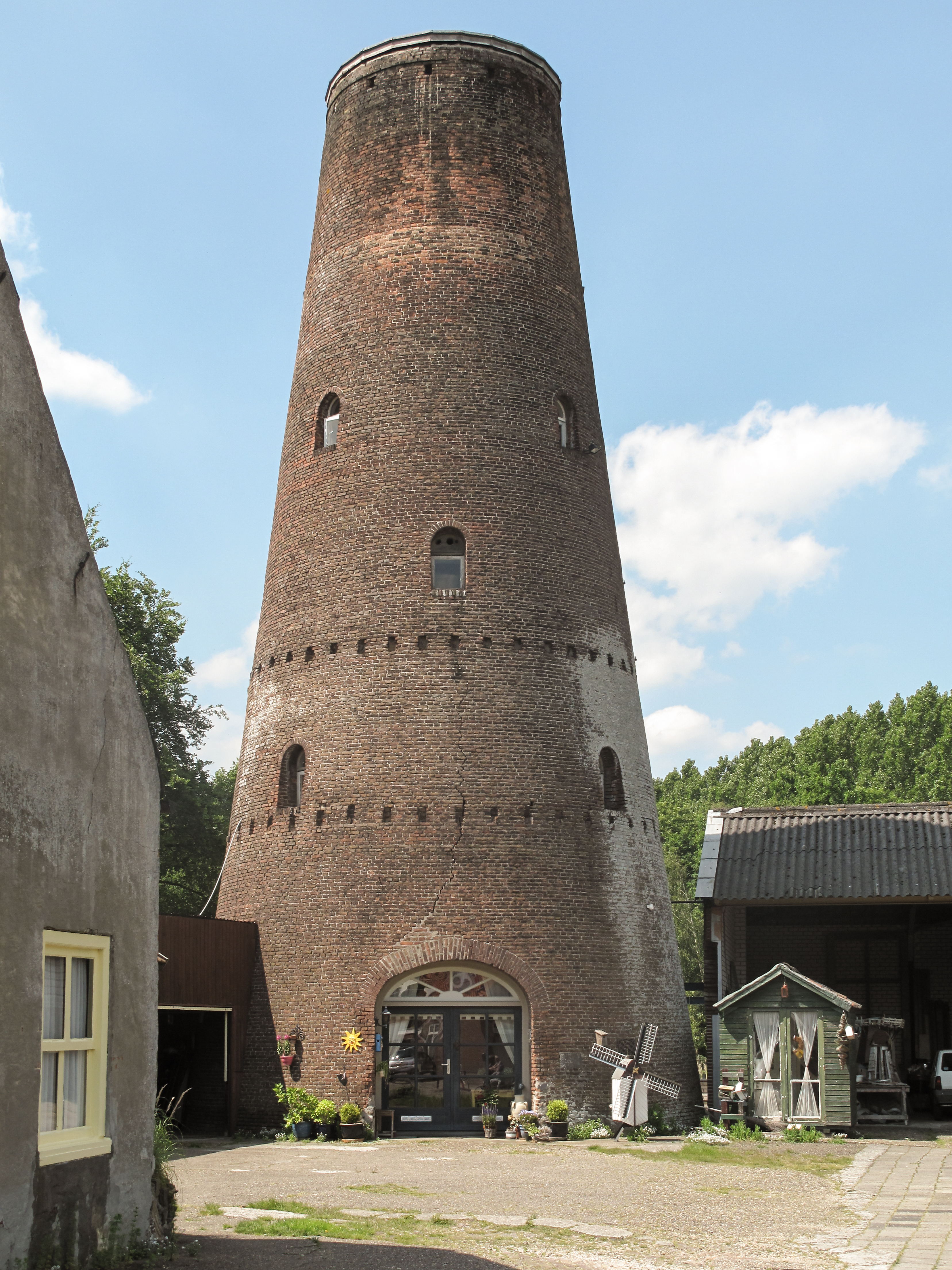
Molen van de Bergh

De Molen van de Bergh is een molenrestant te Sint-Oedenrode, dat zich bevindt aan Boskantseweg 34. Het betreft de romp van een ronde stenen molen.
De molen werd gebouwd in 1856 als stellingmolen. Hij had een betrekkelijk hoge, slanke romp. De molen fungeerde aanvankelijk als korenmolen, maar werd later ook als runmolen en oliemolen ingezet. Het pletmechanisme van de oliemolen was ondergebracht in een afzonderlijk gebouwtje dat aan de molen was aangebouwd. Dit gebouwtje dient tegenwoordig als woning. Een stuitsteen en een pletsteen uit de oliemolen liggen nog steeds buiten de molen.
In 1937 woedde er een brand in de molen, waardoor het binnenwerk en de kap geheel verloren ging. De romp bleef bestaan. Er bestaan weliswaar plannen om de molen weer maalvaardig te maken, maar deze konden tot nog toe niet uitgevoerd worden.

## Externe bron
- Database Verdwenen molens